# Via Toledo

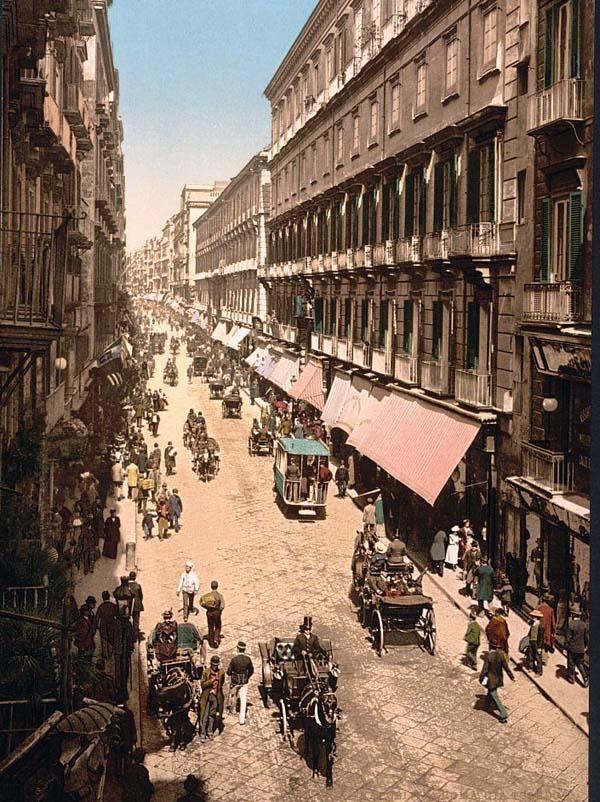
Die Via Toledo am Ende des 19. Jahrhunderts

Die Via Toledo ist eine alte Straße und eine der wichtigsten Einkaufsstraßen der italienischen Stadt Neapel. Die Straße ist fast 1,2 Kilometer lang und formt die Nord-Süd-Achse des heutigen Stadtinneren. Sie beginnt an der Piazza Dante und endet in der Piazza Trieste e Trento, in der Nähe der Piazza del Plebiscito. Die Via Toledo verband einst die alte (Partenope) mit der neuen Stadt (Neapolis).

## Geschichte
Die Straße wurde 1536 vom spanischen Vizekönig Don Pedro Álvarez de Toledo, dem 2. Marquis von Villafranca, entworfen. Die Ausführung vertraute er den beiden italienischen Architekten Ferdinando Manlio und Giovanni Benincasa an.
Sie wurde entlang der ehemaligen Stadtmauer angelegt. Im Laufe der Jahrhunderte wurde der Ruf der Straße durch Reisen der Grand Tour erhöht.
Am 15. Mai 1848 war die Straße Schauplatz der Unterdrückung der neapolitanischen Liberalen, die die neu geschaffene Verfassung verteidigten. Zwischen den 1930er und 1950er Jahren wurde die Straße durch den Bau höherer Gebäude, insbesondere in der Nähe der Piazza Carità, verändert.
Vom 18. Oktober 1870 bis 1980 trug die Straße anlässlich der Ernennung Roms als Hauptstadt des als Königreich entstandenen italienischen Nationalstaates den Namen Via Roma.
Im Jahr 2012 wurde hier der U-Bahnhof Toledo eröffnet, der mit drei Preisen als schönster Europas ausgezeichnet wurde. Von der Via Armando Diaz bis zur Piazza Trieste e Trento ist die Straße seitdem für den Kraftfahrzeugverkehr gesperrt.

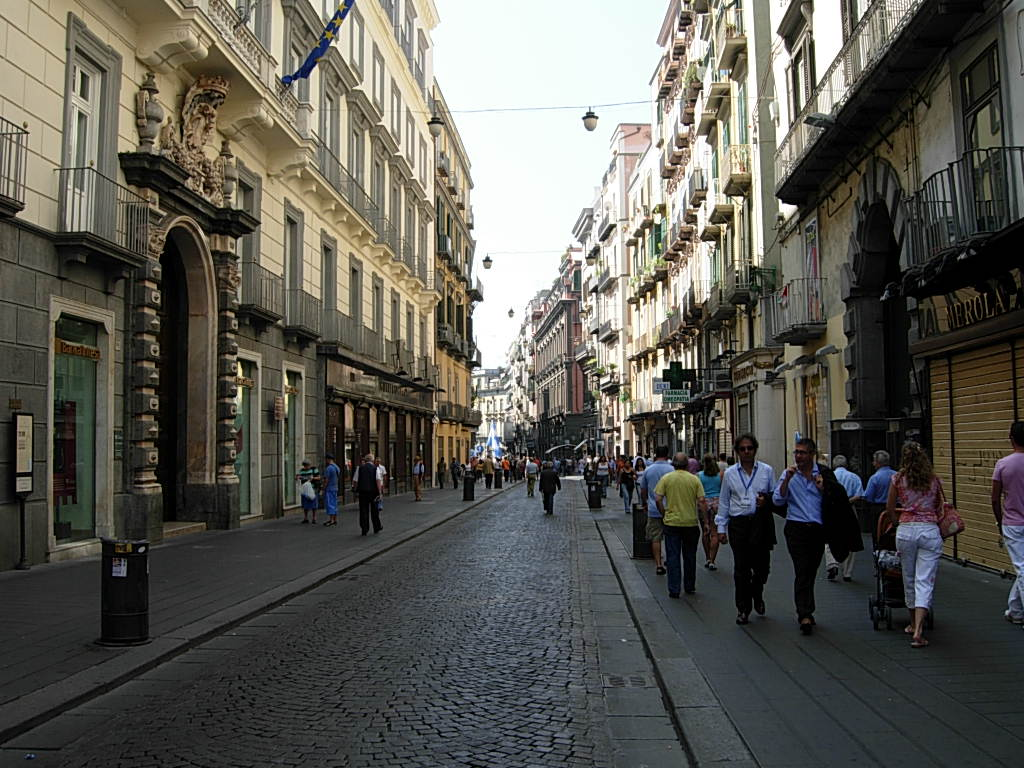
Via Toledo heute

Die Straße wurde von Stendhal erwähnt, der schrieb:

« Je pars (de Naples). Je n'oublierai pas plus la rue de Tolède que la vue que l'on a de tous les quartiers de Naples: c'est, sans comparaison, à mes yeux, la plus belle ville de l'univers. »

„Ich verlasse (Neapel). Ich werde weder die Straße von Toledo, noch die Aussicht, die wir aus allen Stadtteilen Neapels haben, vergessen: Sie ist unvergleichlich, in meinen Augen die schönste Stadt des Universums.“

## Denkmäler
Die Via Toledo ist eines der wichtigsten touristischen Ziele der Stadt mit einer Vielzahl von sakralen und monumentalen Gebäuden. Sie verbindet zwei bedeutende Stadtplätze miteinander. Die interessantesten historischen und architektonischen Sehenswürdigkeiten, die sich an der Straße befinden, sind (von der Piazza Trieste e Trento bis zur Piazza Dante):
- Galleria Umberto I
- Palazzo Barbaja
- Palazzo del Banco di Napoli
- Palazzo Zevallos
- Palazzo della Banca Nazionale del Lavoro
- Kirche Santa Maria delle Grazie a Toledo
- Palazzo Buono
- Palazzo INA
- Kirche San Nicola alla Carità
- Palazzo del Conservatorio dello Spirito Santo
- Palazzo Doria d’Angri
- Heilig-Geist-Basilika
- Palazzo de Rosa

In der Nähe der Straße befindet sich die Quartieri Spagnoli (Spanischen Viertel), die zu den traditionellen Armenvierteln der Stadt zählen.